# Kazufumi Matsunaga
Kazufumi Matsunaga (jap. 松永 一文, Matsunaga Kazufumi; * 23. Januar 1956 in der Präfektur Osaka) ist ein japanischer Gitarrist. Er lebt in Osaka, Japan.

## Leben und Wirken
Schon während seiner Ausbildung hat Kazufumi Matsunaga erfolgreich an internationalen Gitarrewettbewerben in Japan und Europa teilgenommen. Nach dem Erlangen des Konzertdiploms an der Hochschule für Musik in Wien, begann er seine Karriere als Sologitarrist und Solist mit verschiedenen Orchestern und Ensembles.
Neben regelmäßigen Tourneen in Japan konzertiert Matsunaga in europäischen Konzertsälen, vom Opernhaus in Tirana (Albanien) bis zu Soloabenden im Wiener Konzerthaus (Österreich). Matsunaga engagiert sich für die Ausbildung von Nachwuchsmusikern auf der klassischen Gitarre, für die er regelmäßig Meisterkurse in Japan und Europa abhält.
Gemeinsam mit Erika Strobl bildet er das Duo Pino Eterna.

## Pressezitate
- "...unter den herausragenden Gitarristen einer der besten", Gendai Guitar, Kyoto
- "...virtuos...mit spielerischer Leichtigkeit", Westfälische Nachrichten, Deutschland
- "...entführt uns in seine einzigartige musikalische Sphäre", Gendai Guitar, Osaka

## Diskographie
- Spanish Music for Guitar (Solo)
- concierto de samba (Duo Erika Strobl und Kazufumi Matsunaga gemeinsam mit Shin’ichi Fukuda)
- Cavatina Pino Eterna
- Italian Concerto Pino Eterna

| Personendaten    | Personendaten          |
| ---------------- | ---------------------- |
| NAME             | Matsunaga, Kazufumi    |
| ALTERNATIVNAMEN  | 松永 一文 (japanisch)  |
| KURZBESCHREIBUNG | japanischer Gitarrist  |
| GEBURTSDATUM     | 23. Januar 1956        |
| GEBURTSORT       | Präfektur Osaka, Japan |